# 圣波西多尼奥
圣波西多尼奥（義大利語：San Possidonio），是意大利摩德纳省的一个市镇。总面积17平方公里，人口3856人，人口密度226.8人/平方公里（2009年）。ISTAT代码为036038。